# UCI Africa Tour
De UCI Africa Tour is het Afrikaanse luik van de continentale circuits van de UCI. Het is een wielercompetitie voor mannen waarvan alle wedstrijden op het Afrikaanse continent verreden worden. Naast de UCI Africa Tour zijn er ook competities in Europa, Amerika, Azië en Oceanië. De UCI Africa Tour werd voor het eerst georganiseerd in 2005. Deze competitie vormt het laagste niveau van het professionele wielrennen, onder de UCI World Tour en de UCI ProSeries.

## Wedstrijden
De wedstrijden die deel uitmaken van de UCI Africa Tour variëren elk jaar enigszins, de jaarpagina's van deze competitie vermelden deze. De wedstrijden worden ingedeeld in vier categorieën op basis van hun niveau en of ze een- of meerdaags zijn.
- .1-categorie
  - 2.1-categorie, de "belangrijkste" meerdaagse wedstrijden
  - 1.1-categorie, de "belangrijkste" eendaagse wedstrijden
- .2-categorie
  - 2.2-categorie, de "minder belangrijke" meerdaagse wedstrijden
  - 1.2-categorie, de "minder belangrijke" eendaagse wedstrijden

## Lijst van eindwinnaars
| Seizoen                   | Winnaar                  | Tweede               | Derde                       | Team                 | Land        |
| ------------------------- | ------------------------ | -------------------- | --------------------------- | -------------------- | ----------- |
| UCI Africa Tour 2005      | Tiaan Kannemeyer         | Ryan Cox             | Rabaki Jérémie Ouedraogo    | Barloworld-Valsir    | Zuid-Afrika |
| UCI Africa Tour 2005-2006 | Rabaki Jérémie Ouedraogo | Rupert Rheeder       | Abdoel Wahab Sawadogo       | Cycling Team Capec   | Zuid-Afrika |
| UCI Africa Tour 2006-2007 | Hassen Ben Nasser        | Fahti Ahmed Atunsi   | Ali Mohamed Ahmed           | Barloworld           | Zuid-Afrika |
| UCI Africa Tour 2007-2008 | Nicholas White           | Jay Robert Thomson   | Robert Hunter               | Team MTN             | Zuid-Afrika |
| UCI Africa Tour 2008-2009 | Dan Craven               | Jamie Ball           | Guy Smet                    | Barloworld           | Zuid-Afrika |
| UCI Africa Tour 2009-2010 | Abdelatif Saadoune       | Ian McLeod           | Mouhcine Lahsaini           | MTN Energade         | Marokko     |
| UCI Africa Tour 2010-2011 | Adil Jelloul             | Daniel Teklehaimanot | Azzedine Lagab              | Petrolier Algerie    | Marokko     |
| UCI Africa Tour 2011-2012 | Tarik Chaoufi            | Adil Jelloul         | Reinardt Janse van Rensburg | MTN Qhubeka          | Marokko     |
| UCI Africa Tour 2012-2013 | Adil Jelloul             | Hichem Chaabane      | Essaïd Abelouache           | MTN-Qhubeka          | Marokko     |
| UCI Africa Tour 2013-2014 | Mekseb Debesay           | Mouhcine Lahsaini    | Azzedine Lagab              | MTN-Qhubeka          | Marokko     |
| UCI Africa Tour 2015      | Salah Eddine Mraouni     | Mouhcine Lahsaini    | Essaïd Abelouache           | Skydive Dubai        | Marokko     |
| UCI Africa Tour 2016      | Tesfom Okubamariam       | Adil Barbari         | Soufiane Haddi              | Nasr Dubai           | Eritrea     |
| UCI Africa Tour 2017      | Willie Smit              | Meron Abraham        | Ahmed Galdoune              | Bike Aid             | Eritrea     |
| UCI Africa Tour 2018      | Joseph Areruya           | Youcef Reguigui      | Azzedine Lagab              | Sovac-Natura4ever    | Eritrea     |
| UCI Africa Tour 2019      | Daryl Impey              | Youcef Reguigui      | Ryan Gibbons                | ProTouch             | Zuid-Afrika |
| UCI Africa Tour 2020      | Daryl Impey              | Biniam Girmay        | Natnael Tesfatsion          | ProTouch             | Zuid-Afrika |
| UCI Africa Tour 2021      | Biniam Girmay            | Ryan Gibbons         | Kent Main                   | ProTouch             | Zuid-Afrika |
| UCI Africa Tour 2022      | Biniam Girmay            | Louis Meintjes       | Natnael Tesfatsion          | ProTouch             | Eritrea     |
| UCI Africa Tour 2023      | Henok Mulubrhan          | Biniam Girmay        | Achraf Ed Doghmy            | Sidi Ali-Unlock Team | Eritrea     |
| UCI Africa Tour 2024      | Biniam Girmay            | Henok Mulubrhan      | Alexandre Mayer             | Sidi Ali-Unlock Team | Eritrea     |
| UCI Africa Tour 2025      |                          |                      |                             |                      |             |

2005 · 
2006 · 
2007 · 
2008 · 
2009 · 
2010 · 
2011 · 
2012 · 
2013 ·
2014 · 
2015 ·
2016 ·
2017 ·
2018 ·
2019 ·
2020 ·
2021 ·
2022 ·
2023 ·
2024 ·
2025
Belangrijkste wedstrijden

Ronde van Burkina Faso · La Tropicale Amissa Bongo · Ronde van Kameroen · Ronde van Marokko · GP Chantal Biya · Ronde van Rwanda